# Église San Michele in Foro
L'église San Michele in Foro, à Lucques, en Toscane, est située au centre du forum romain antique, devenu la Piazza San Michele.
C'est la deuxième église la plus importante de Lucques après le Duomo ou cathédrale de Lucques. Ces deux grandes églises datent du XIIe siècle.

## Histoire

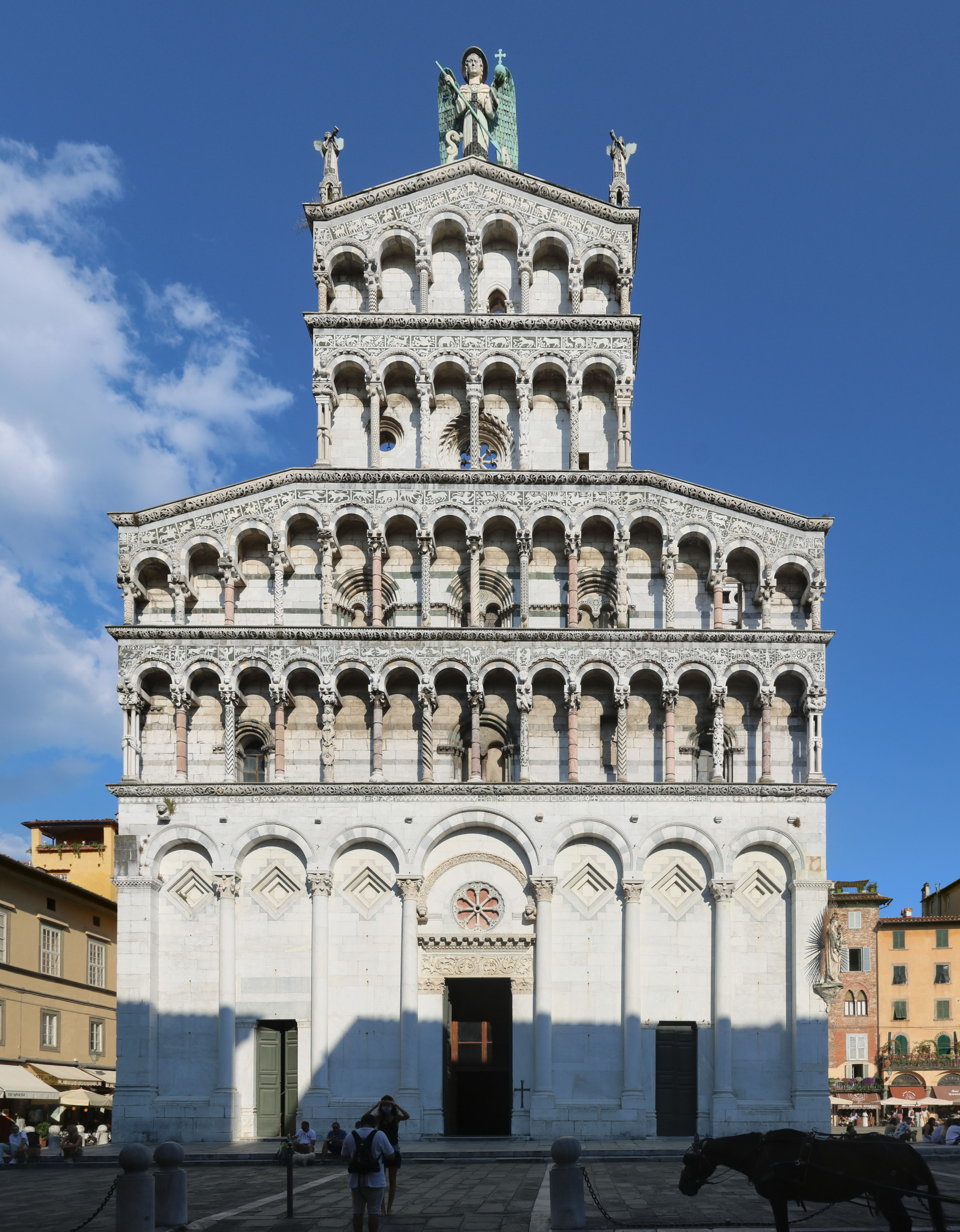
Façade ouest de San Michele.

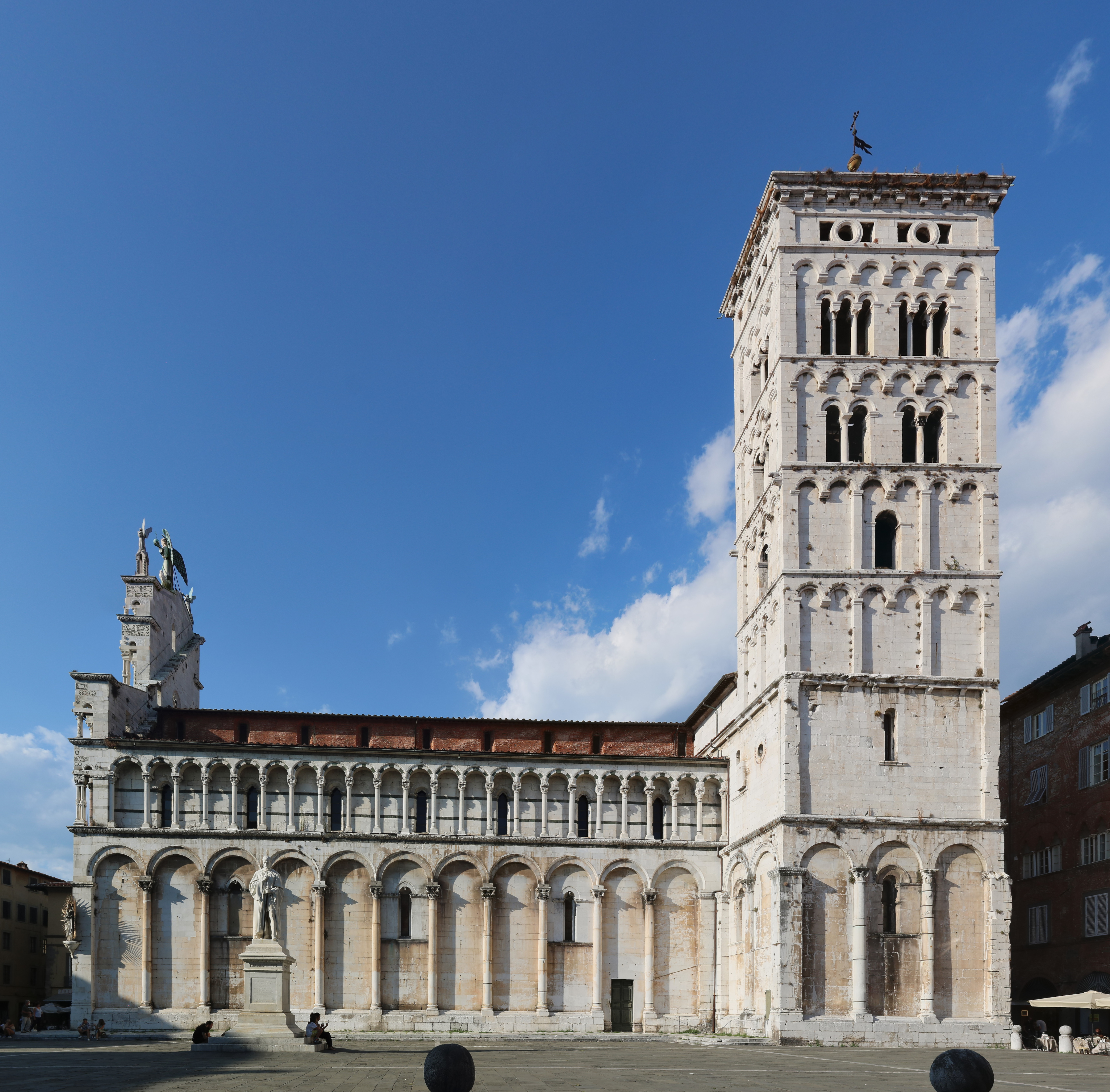
Façade sud et campanile.

D'abord église San Michele depuis le VIIIe siècle, l'église actuelle, à laquelle ont été annexés successivement un hôpital et un monastère, a été reconstruite par le pape Alexandre II en 1070, en même temps qu'avaient lieu les travaux du Dôme de Lucques.
La façade, du XIIIe siècle, comporte des sculptures dont la plupart ont été remaniées au XIXe siècle. La statue de Francesco Burlamacchi, du sculpteur Ulisse Cambi (en), fut érigée sur la place en 1863. L'église a été restaurée de 1849 à 1876 par l'architecte Giuseppe Pardini (it), comme l'ensemble des églises de Lucques.

## Architecture
La date exacte de la construction n'est pas connue précisément. Un indice est fourni par l'année 1143 sur le pilier gauche de l'arc du chœur,, qui fait vraisemblablement référence à une consécration. Les travaux sur la façade et le revêtement extérieur se poursuivirent jusqu'à la seconde moitié du XIIIe siècle, et plus longtemps encore sur la nef et les collatéraux.
San Michele in Foro est une basilique à trois nefs avec un transept et une abside semi-circulaire. Le clocher s'élève au-dessus du bras sud du transept. Son créneau a été remplacé par une mezzanine néoclassique au XVIIIe siècle.
L'église, de style roman, a un plan en croix latine.

### Extérieur

#### Façades ouest et sud
Sa façade, ornée de sculptures de marqueterie à profusion, est remarquable. Le portail principal est percé dans la partie basse, composée d'arcades aveugles (arcata cieca) ; la partie haute de la façade, armée de fer pour lutter contre le vent, comporte des colonnades en loggia sur quatre niveaux, et une seule sur les côtés.
Au sommet veillent deux anges aux extrémités et, au centre, une statue de saint Michel archange, haute de 4 m. L'angle de droite de la façade porte une statue de la Vierge (Madonna salutis portus) sculptée par Matteo Civitali (en) en 1480, pour célébrer la fin de la peste de 1476.
Le campanile est implanté sur la branche droite du transept.
Le revêtement extérieur et la façade furent construits à partir de 1200 pour une nef centrale prévue plus haute, qui ne fut finalement pas réalisée : il en résulte une hauteur disproportionnée de la façade par rapport à l'église située derrière elle.
À la fin du XIIIe siècle, la reconstruction des murs de la nef et des collatéraux a donné lieu à une innovation dans l'architecture toscane du côté sud de la nef. L'étage inférieur est conçu de la même manière que les églises de Pise et de Lucques, à savoir avec un arc aveugle. Au-dessus, cependant, il n'y a plus de décoration, mais ce qui n'était auparavant réalisé que sur les niveaux supérieurs de la façade : une couche décorative séparée, placée devant le mur de l'église, qu'on appelle une galerie naine.
Le principe de la façade transférée sur le mur de la nef souligne l'impression générale d'uniformité de l'église et évite la divergence jusqu'alors courante entre la façade « rayonnante » et les autres murs « simples » de l'église.
La conception de la façade est en partie attribuée aux modèles pisans,, dont l'auteur est probablement l'architecte lombard Guidetto da Como, qui a également travaillé sur la cathédrale de Lucques,. Les proportions étirées vers le haut des deux galeries naines et de la façade ouest dans son ensemble sont considérées comme des signes avant-coureurs du style gothique,.

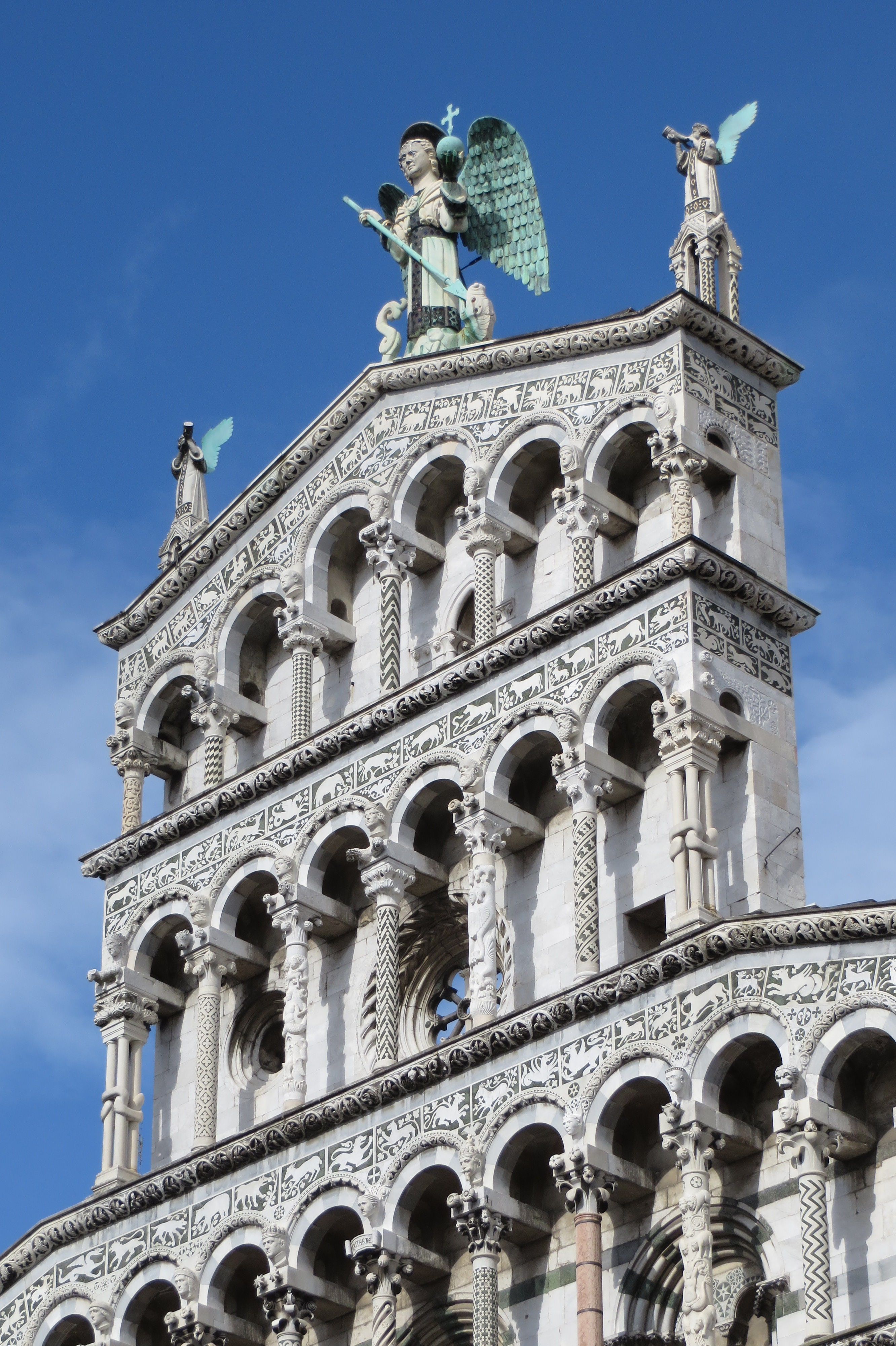
Statues des anges.
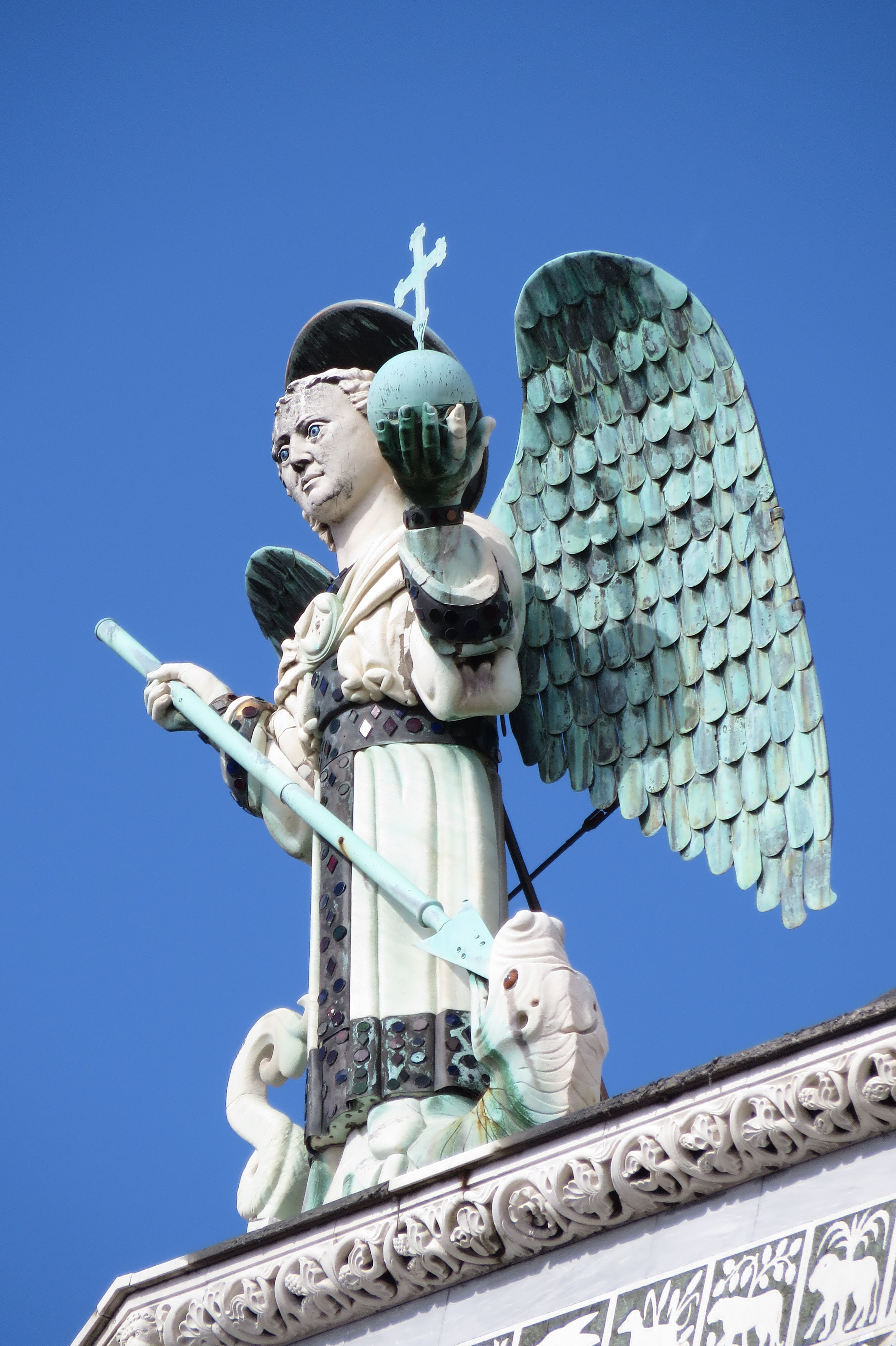
L'archange Michel.
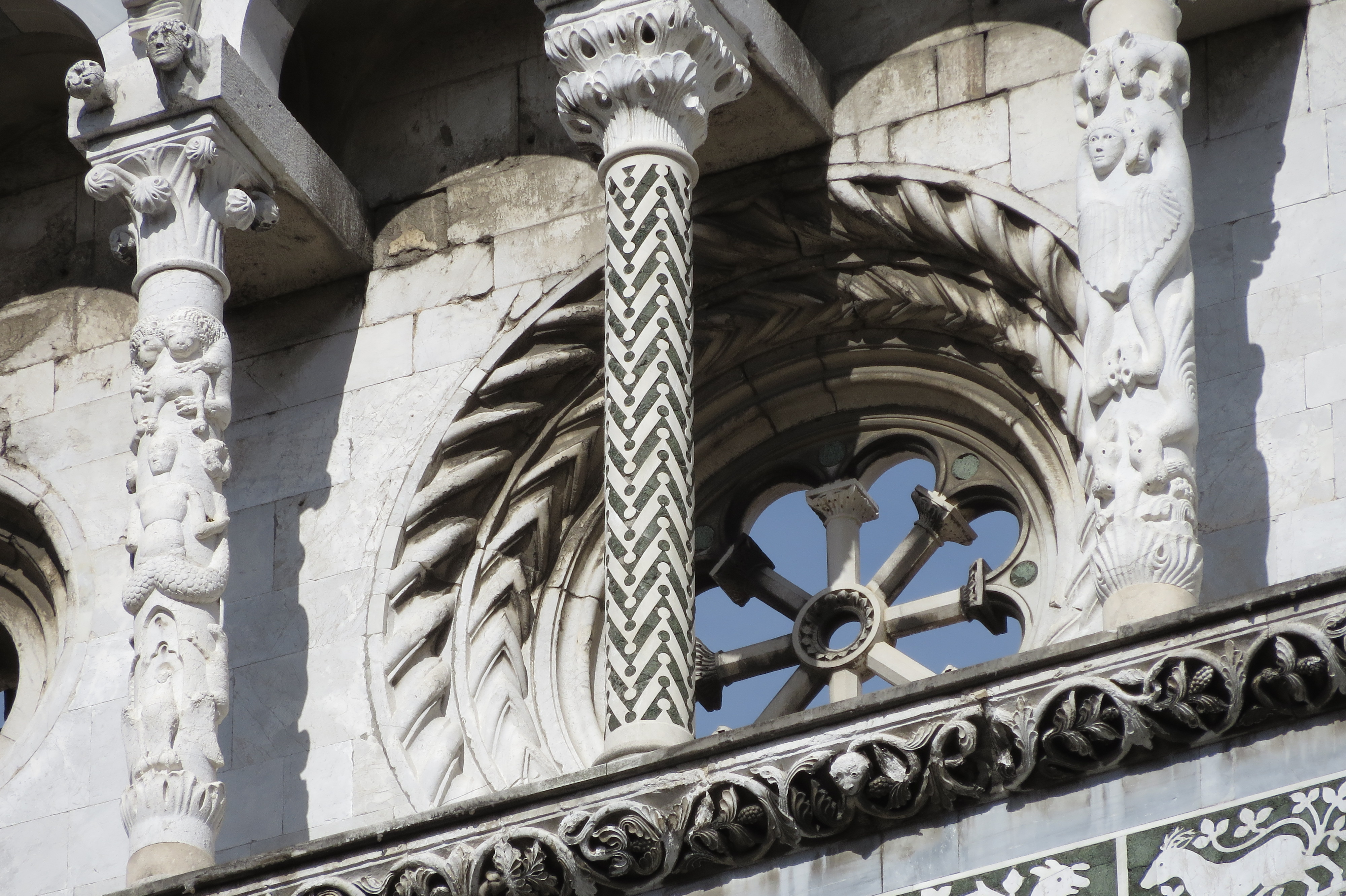
Colonnes de la façade.

La façade – comme celle de la cathédrale – présente une riche variété de structures dans les colonnes, les zones de tympan et les corniches. S. Michele in Foro est l'un des exemples les plus magnifiques de ce style architectural typiquement toscan.
Ici aussi, à l'extrême droite, se trouve une colonne nouée, à côté d'elle deux colonnes dont les fûts sont formés de figures. Au-dessus des chapiteaux se trouvent des sculptures de têtes. Lors de la vaste restauration de 1866, certaines des têtes détruites furent remplacées par de nouvelles créations, dont des portraits de contemporains de Pie IX, Napoléon III, Victor Emmanuel II et Camillo Cavour,. Les chapiteaux eux-mêmes présentent en partie des formes animales et végétales. Certains fûts de colonnes de la façade ouest sont sculptés, tandis que beaucoup d'autres, ainsi que les corniches qui les surplombent, sont décorés d'incrustations de marbre, certaines ornementales, d'autres animales et végétales. Cette grande variété de formes a également des significations symboliques dans de nombreux détails.
Le pignon de la façade ouest est couronné par la figure de l'archange Michel, le saint patron de l'église, entre deux anges soufflant dans un tuba, debout sur des édicules gothiques typiques aux extrémités du pignon .
A la fin de la période de peste, une Vierge à l'Enfant (Madonna Salutis Portus) réalisée par Matteo Civitali en 1479/80 fut placée dans la partie inférieure de la façade à l'angle sud-ouest (remplacée par une copie, l'original se trouve aujourd'hui dans l'église),,.

### Intérieur
L'église a une nef centrale, deux latérales, un transept et une abside semi-circulaire. La nef, avec les voûtes en croisée d'ogive, œuvre de Francesco Marti (1500), est supportée par des arcades à colonnes monolithes surmontées de chapiteaux corinthiens.
L'intérieur se présente aujourd'hui comme une basilique à trois nefs et à colonnes, peu meublée. L'impression de la pièce a été grandement modifiée lorsque le plafond à poutres médiévales a été remplacé par une voûte en 1512,,,,. Au-dessus de la voûte, une bande de fresques médiévales a été conservée,.
L'élément le plus important du mobilier est une grande croix peinte (vers 1200 ou 1230 ,), qui était à l'origine accrochée sous l' arc de triomphe, plus tard sur le mur latéral nord,, et qui constitue maintenant à nouveau le point focal sur le maître-autel. Le corps du Christ crucifié est modelé et peint en relief en stuc peu profond,,. Il est entouré de nombreuses représentations peintes plus petites.
Sous l'autel se trouvent les restes de Davino Armeno (né vers 1000, mort le 3 juin 1050, canonisé en 1159, un pèlerin arménien qui s'arrêta à Lucques lors de son pèlerinage à Jérusalem et à Rome et y mourut finalement. Il fut canonisé par le pape Alexandre III (pape) environ 60 ans après sa mort, car plusieurs guérisons miraculeuses auraient eu lieu pendant son séjour.

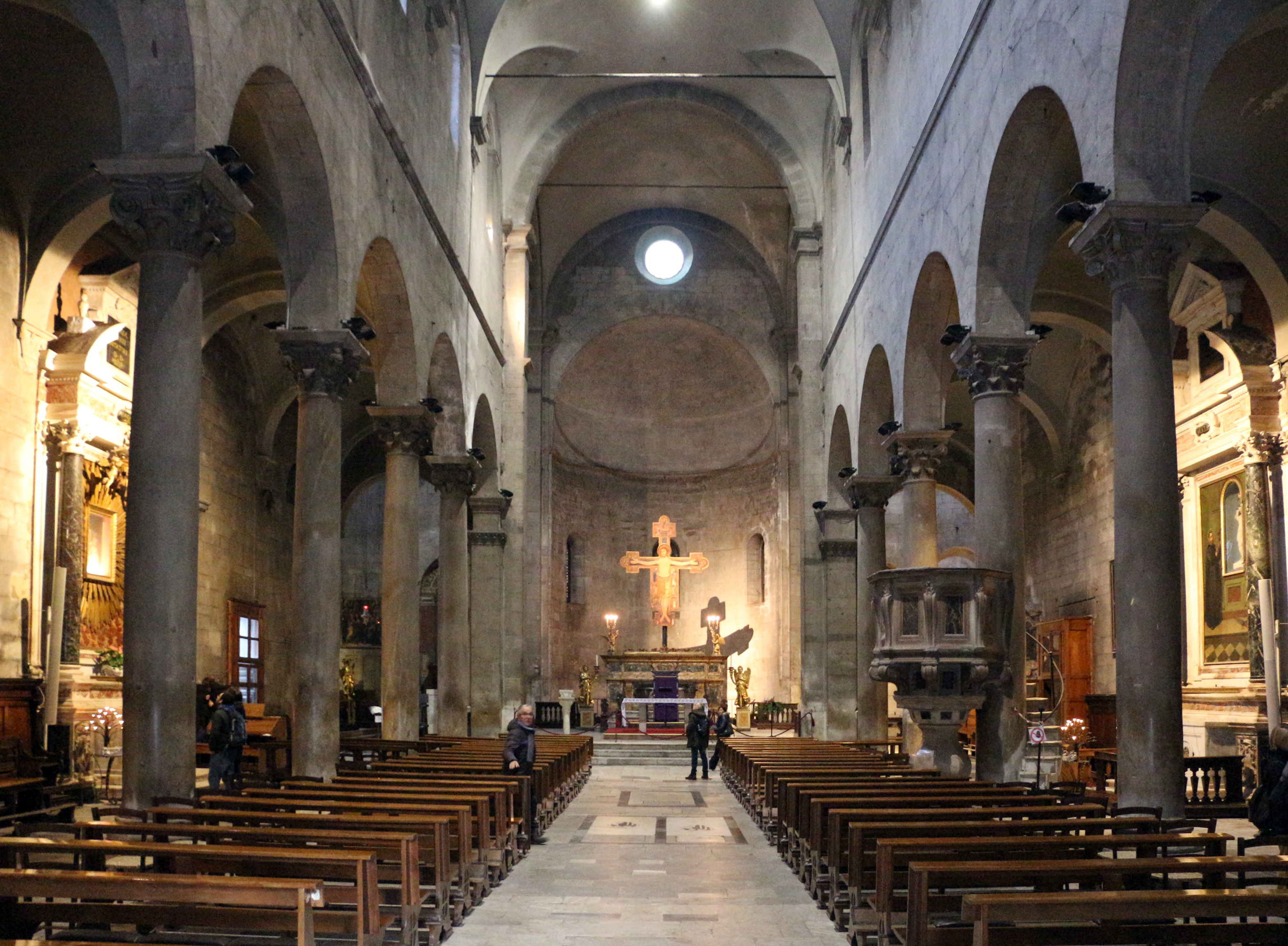
Intérieur de l'église.
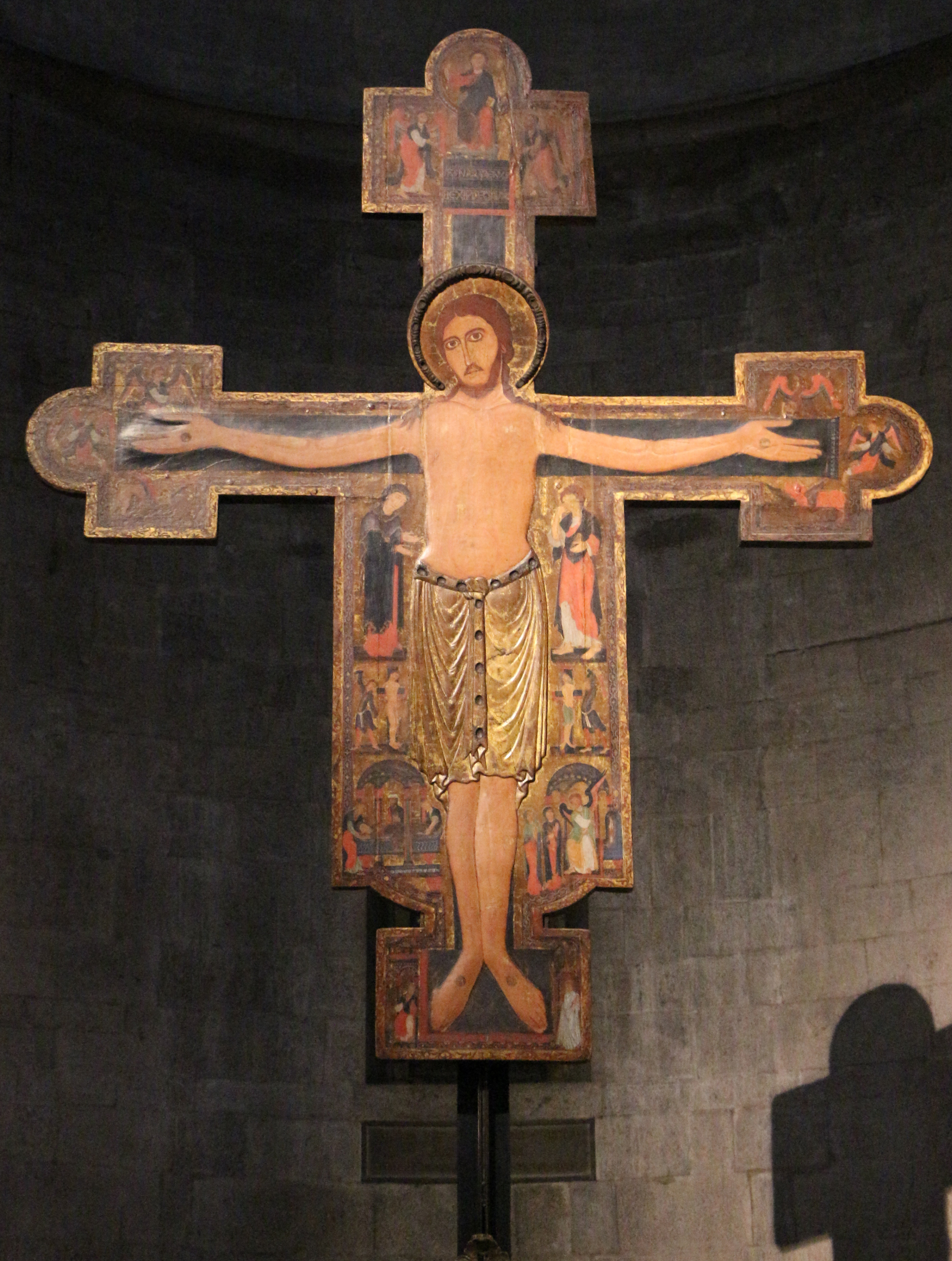
Croix (XIIIe siècle) au-dessus du maître-autel.
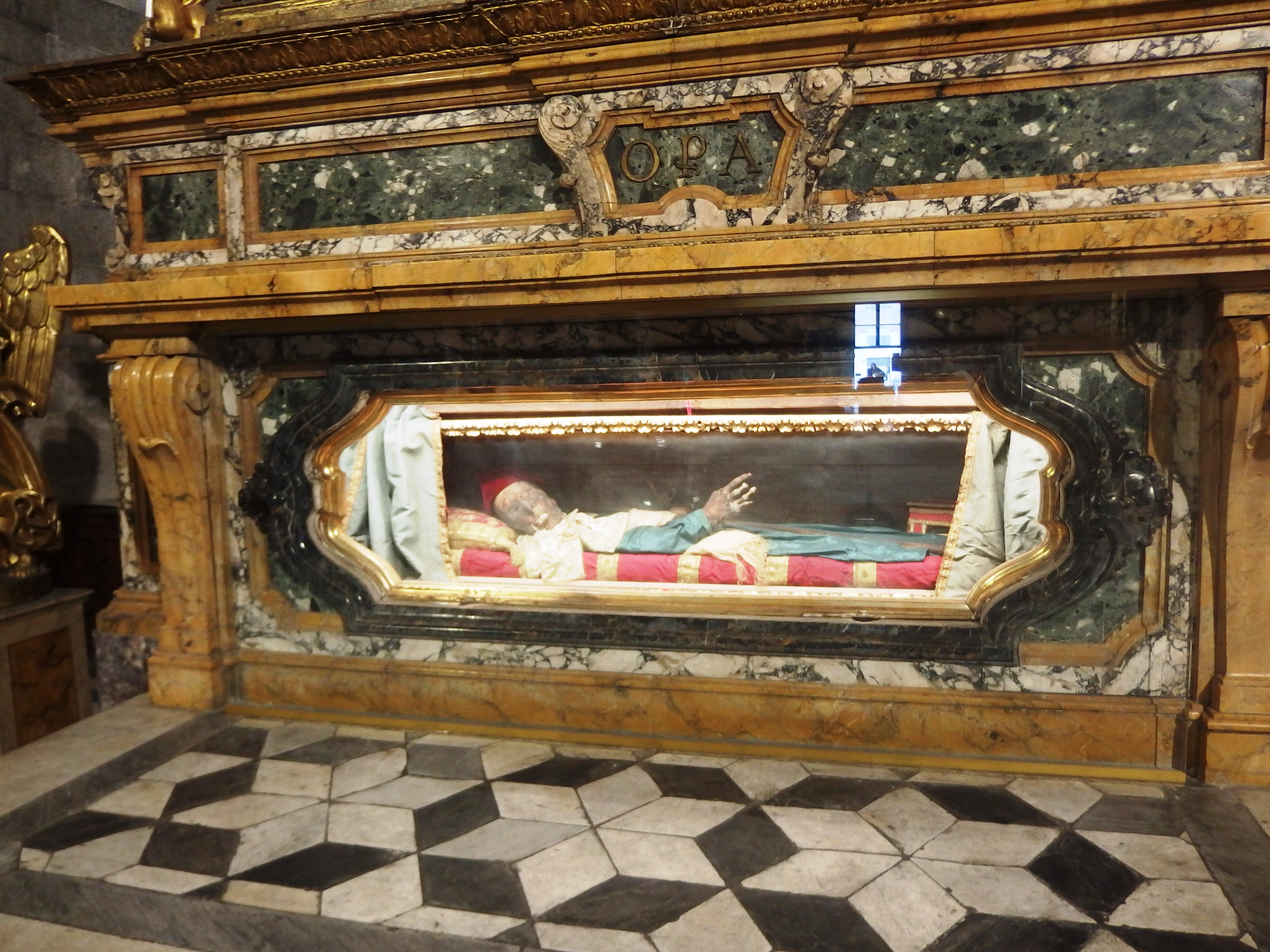
Corps de San Davino Armeno.

### Œuvres

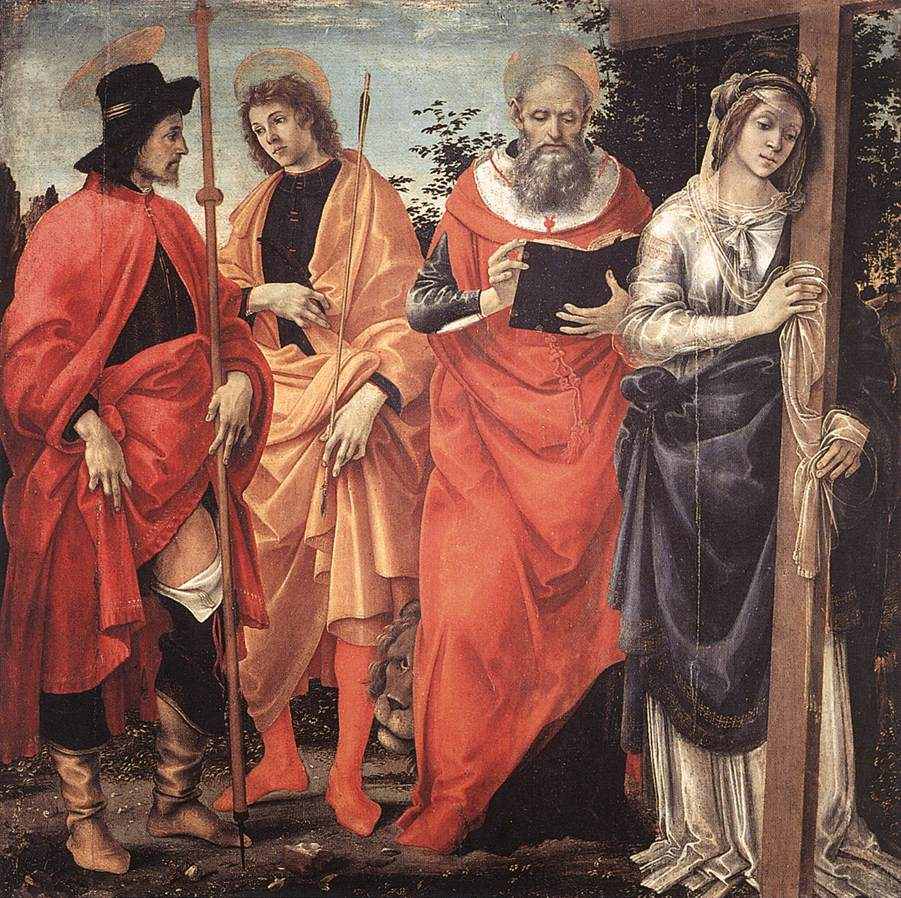
Le Retable Magri de Fillippino Lippi, qui représente les saints Roch, Sébastien, Jérôme et Hélène.

- Vierge à l'Enfant de Luca della Robbia en terracotta invetriata (terre-cuite émaillée).
- Tableau avec quatre saints (Rocco, Sebastiano, Girolamo et Elena), œuvre de jeunesse de Filippino Lippi connue comme Retable Magri du nom des commanditaires.
- Haut-relief de la Vierge de Raffaello et Baccio de Montelupo (1522-1523), reste de la tombe de l'évêque Silvestro Gigli détruite au XIXe siècle.
- Tombe de l'évêque Silvestro Gigli de Vincenzo Consani (1876)